# Limnonectes larvaepartus
Limnonectes larvaepartus é uma espécie de anfíbio da família Dicroglossidae. Endêmica da Indonésia, onde pode ser encontrada na ilha de Sulawesi, na península norte e na costa ocidental da região central.
A espécie é única por dar à luz girinos e por realizar a fertilização interna.